# Berardo dei Marsi
Berardo Berardi, noto come Berardo dei Marsi (Colli di Monte Bove, 1079 – Marsia, 3 novembre 1130), è stato un cardinale e vescovo italiano, stretto collaboratore di papa Pasquale II. È venerato come santo dalla Chiesa cattolica.

## Biografia
Nato a Colli di Monte Bove nel 1079 da Berardo Berardi, conte dei Marsi, e da sua moglie Teodosia, venne avviato sin dall'infanzia alla carriera ecclesiastica ed all'età di sette anni fu affidato ai canonici della cattedrale di Santa Sabina che ne curarono l'educazione. Dal vescovo dei Marsi Pandolfo ricevette gli ordini minori fino all'accolitato.
Completò la sua formazione presso l'abbazia di Montecassino, dove soggiornò tra il 1095 circa e il 1102. Il papa Pasquale II lo ordinò suddiacono e lo scelse quale governatore della provincia pontificia di Campagna. A causa di contrasti con l'aristocrazia locale, e particolarmente con Pietro Colonna, signore di Cave, Preneste e Zagarolo ed acerrimo nemico del papato, che giunse addirittura ad imprigionarlo, poco tempo dopo il pontefice lo richiamò a Roma e nel 1099 lo innalzò alla dignità cardinalizia, assegnandolo prima alla diaconia di Sant'Angelo in Pescheria e circa un anno dopo, promossolo all'ordine dei cardinali presbiteri, al titolo di San Crisogono.
Nel 1109 venne eletto vescovo dei Marsi e tornò nella sua terra: il suo episcopato fu segnato dall'impegno nella moralizzazione del clero (lottò contro la pratica della simonia e del nicolaismo concubinato dei chierici) e dalla sollecitudine verso i poveri. Nel 1115 grazie a papa Pasquale II riunì i confini della diocesi dei Marsi mettendo fine ai tentativi di divisione del clero locale.
Resse la diocesi fino alla morte, che lo colse il 3 novembre 1130: venne sepolto nel chiostro della chiesa di Santa Sabina della Civitas Marsorum (la contemporanea San Benedetto dei Marsi) e, in data incerta, la salma fu traslata dentro le mura del vescovado. Poi nel 1361 la salma del santo fu trasferita presso la chiesa di Santa Maria del Popolo, a Pescina, ribattezzata da questo momento chiesa di San Berardo. Infine nel 1631 fu trasferita definitivamente presso la basilica di Santa Maria delle Grazie.
La venerazione popolare del vescovo Berardo cominciò subito dopo la sua morte: il suo culto fu approvato e confermato da papa Pio VII il 20 maggio 1802.

## La parentela con Santa Rosalia
Secondo quanto riportato dagli storici e genealogisti, Berardo sarebbe stato il prozio di Santa Rosalia, patrona di Palermo e della Sicilia: la santa era la figlia del conte Sinibaldo Sinibaldi, figlio di Teodino Berardi, fratello di Berardo.

## Culto
San Berardo è il patrono della Marsica. Le sue reliquie sono conservate a Pescina nella basilica di Santa Maria delle Grazie, comune molto legato al culto del santo unitamente a Colli di Monte Bove, borgo del comune di Carsoli, dove nacque. Il santo viene ufficialmente celebrato il 2 maggio e il 3 novembre dalla diocesi marsicana.
A Pescina fino al 1954 era in piedi la chiesa di San Berardo. Gravemente danneggiata dal terremoto di Avezzano e frettolosamente ristrutturata, ebbe gravi problemi di staticità, tant'è che fu abbattuta. Di essa rimase in piedi solo il campanile.
Lo scrittore Ignazio Silone, originario di Pescina, fu molto legato alla figura di San Berardo tanto da citarlo nei suoi romanzi Fontamara e Vino e pane. Poco prima della sua morte, avvenuta a Ginevra nel 1978, lo scrittore chiese attraverso un testamento di poter essere sepolto sotto il vecchio campanile della chiesa di San Berardo.